# Graptartia
Graptartia es un género de arañas araneomorfas de la familia Corinnidae. Se encuentra en África.

## Lista de especies
Según The World Spider Catalog 12.0:
- Graptartia granulosa Simon, 1896
- Graptartia mutillica Haddad, 2004
- Graptartia scabra (Simon, 1878)
- Graptartia tropicalis Haddad, 2004